# Дейв Мейсон
Дейв Мейсон (англ. Dave Mason; нар. 10 травня 1944, Вустер, Велика Британія) — вокаліст, гітарист, композитор, автор текстів, продюсер.
У першій половині 1960-х років Дейв виступав в аматорських гуртах The Jaguars, The Hellians, Deep Feeling та Julian Covey & The Machine. Згодом працюючи керівником туру формації The Spencer Davis Group, Мейсон познайомився зі Стівом Вінвудом. Незабаром Мейсон ввійшов до складу технічного персоналу цього легендарної ритм-енд-блюзового гурту й іноді брав участь у його записах. 1967 року Вінвуд запросив Мейсона до своєї нової формації Traffic, яка наприкінці 1960-х здобула великий успіх, а в 1970-х продовжила свою кар'єру як один з найвидатніших гуртів, що грав прогресивну музику. Сам Мейсон багато разів залишав та повертався до Traffic, а після остаточного розриву з цією формацією він переїхав до США, де здобув чималий успіх як сольний виконавець.
Дебютний альбом Мейсона «Alone Together», у запису якого брали участь Леон Расселл, Ріта Кулідж та Джим Капалді, виявився досить досконалою роботою і був дуже тепло зустрінутий критиками. Наступна робота Мейсона — записаний 1973 року разом з Касс Елліот лонгплей «Dave Mason & Cass Elliot». Однак через недостатню рекламу, байдужі рецензії критиків платівка так і не здобула очікуваного успіху.
Того ж року Мейсон постійно оселився в США і уклав довголітню угоду з фірмою «CBS». Вже перша записана для цієї фірми платівка повернула Мейсону прихильність як критиків, так і слухачів. Співпраця під час запису з багатьма відомими музикантами Лос-Анжелесу (наприклад, Грейем Нешем, Грегом Рівсом, Джимом Келтнером, Карлом Редлем, Лонні Тернером, Стіві Вандером) надала альбому багатого та диференційованого звучання. Взагалі Мейсон здобув у середині 1970-х років набагато більший успіх, пропонуючи серію дуже цікавих та вдалих платівок. Щоправда всі вони були зроблені відповідно до вибраного стандарту, пропонуючи головним чином оригінальні композиції Мейсона, розбавлені час від часу новими версіями старих хітів.
У 1980-х роках артист дуже сильно збавив оберти і запропонував лише єдиним альбом, який з'явився 1987 року. Трохи пізніше Мейсон з'явився на американському телебаченні, де співав у рекламі пива. На початку 1990-х років Мейсон підсилив склад гурту Fleetwood Mac, з яким 1994 року провів європейське турне.

## Дискографія
- 1970: Alone Together
- 1970: Dave Mason & Cass Elliot
- 1972: Headkeeper
- 1972: Scrapbook
- 1973: Dave Mason Is Alive!
- 1973: It's Like You Never Left
- 1974: Dave Mason
- 1975: At His Best
- 1975: Split Coconut
- 1976: Certified Live
- 1977: Let It Flow
- 1978: Mariposa De Oro
- 1980: Old Crest On A New Wave
- 1981: The Best Of Dave Mason
- 1982: The Very Best Of Dave Mason
- 1987: Two Hearts
- 1987: Some Assembly Required
- 1988: Greatest Hits
- 1991: Show Me Some Affection